# David Sedley
David Neil Sedley  (Londres, 30 de mayo de 1947) es un filósofo, historiador de la filosofía y clasicista británico. Ha sido el 7º Laurence Professor of Ancient Philosophy en la  Universidad de Cambridge y es "fellow" de la British Academy

## Biografía
Sedley estudió en el Trinity College de Oxford, donde obtuvo la titulación en Literae Humaniores con máximos reconocimientos en 1969. En 1974 obtuvo el título de Doctor en Filosofía por el University College de Londres con una tesis doctoral sobre el Libro XXVIII del Sobre la Naturaleza de Epicuro.

## Carrera académica
Desde 1976 Sedley ha sido miembro del Christ's College de Cambridge. Desde 1996 ha sido profesor de Filosofía Antigua en la universidad de Cambridge. En 2000 obtuvo el Laurence Professorship en Filosofía antigua, puesto del que se retiró en septiembre de 2014.

## Reconocimientos
En 1994 fue elegido miembro de la British Academy.

## Publicaciones
- 1973 "Epicurus, On nature, Book XXVIII" en Cronache Ercolanesi 3, 5-83
- (con A. A. Long) 1987 The Hellenistic Philosophers Cambridge: CUP
- (con G. Bastianini) 1995 "Anonymous Commentary on Plato’s Theaetetus" en Corpus dei papiri filosofici greci e latini vol. III, Florencia), 227-562
- 1998 Lucretius and the Transformation of Greek Wisdom, Cambridge
- (como editor) 2003The Cambridge Companion to Greek and Roman Philosophy, Cambridge
- 2003 Plato's Cratylus, Cambridge: CUP
- 2004 The Midwife of Platonism. Text and Subtext in Plato's Theaetetus, Oxford: OUP
- 2007 Creationism and its Critics in Antiquity, Berkeley and Los Angeles
- (con A. M. Ioppolo) 2007 Pyrrhonists, Patricians, Platonizers. Hellenistic Philosophy in the Period 155-86 BC Nápoles.